# Öratjärnen (Ovanåkers socken, Hälsingland, vid Öratjärn)
Öratjärnen är en sjö i Ovanåkers kommun i Hälsingland och ingår i Ljusnans huvudavrinningsområde.